# سقانفار عبدالله‌آباد
سقانفار عبدالله آباد مربوط به دوره قاجار است و در شهرستان محمودآباد، بخش سرخرود، دهستان هزار پی شمالی، روستای عبدالله آباد واقع شده و این اثر در تاریخ ۲۸ اسفند ۱۳۸۵ با شمارهٔ ثبت ۱۸۶۹۴ به‌عنوان یکی از آثار ملی ایران به ثبت رسیده‌است.